# بورس کازابلانکا
بورس اوراق بهادار کازابلانکا (به فرانسوی: La Bourse de Casablanca) بورس اوراق بهاداری در کازابلانکا، مراکش است. بورس اوراق بهادار کازابلانکا (CSE)، که به یکی از کاراترین بورسهای در منطقه خاورمیانه و شمال آفریقا تبدیل شده است، سومین بورس بزرگ آفریقا بعد از بورس اوراق بهادار ژوهانسبورگ (جنوب آفریقا) و بورس اوراق بهادار نیجریه در لاگوس، آفریقا است. در سال ۱۹۲۹ تأسیس و اکنون ۱۹ عضو و ۸۱ اوراق بهادار فهرست شده با ارزش بازار کلی ۷۵٫۵ بیلیون دارد.